# EP u hokeju na travi za žene 1991.
Europsko prvenstvo u hokeju na travi za žene 1991. se održalo u Belgiji, u Bruxellesu/Brusselu.

## Sudionice
Sudionice su: Austrija, Belgija, Engleska, Francuska, Irska, Italija, Nizozemska, Njemačka, SSSR, Škotska, Španjolska i Wales.

## Rezultati
- za brončano odličje:

 SSSR -  Nizozemska 3:2 
- za zlatno odličje:

 Engleska -  Njemačka 2:1

## Konačna ljestvica
| Mj. | Država     |
| --- | ---------- |
| 1.  | Engleska   |
| 2.  | Njemačka   |
| 3.  | SSSR       |
| 4.  | Nizozemska |
| 5.  | Škotska    |
| 6.  | Španjolska |
| 7.  | Belgija    |
| 8.  | Irska      |
| 9.  | Wales      |
| 10. | Francuska  |
| 11. | Italija    |
| 12. | Austrija   |

Naslov europskih prvakinja osvojile su sudionice iz Engleske.